# Anders Holmertz
Anders Holmertz, né le 1er décembre 1968 à Motala, est un nageur suédois.

## Palmarès

### Jeux olympiques d'été
- Jeux olympiques 1988 de Séoul :
  -  Médaille d'argent du 200 m nage libre
- Jeux olympiques 1992 de Barcelone :
  -  Médaille d'argent du 200 m nage libre
  -  Médaille d'argent du relais 4 × 200 m nage libre
  -  Médaille de bronze du 400 m nage libre
- Jeux olympiques 1996 d’Atlanta :
  -  Médaille d'argent du relais 4 × 200 m nage libre

### Championnats du monde

#### En grand bassin
- Championnats du monde 1994 à Rome :
  -  Médaille d'or du relais 4 × 200 m nage libre
  -  Médaille d'argent du 200 m nage libre

#### En petit bassin
- Championnats du monde 1993 à Palma de Majorque :
  -  Médaille d'or du relais 4 × 200 m nage libre
- Championnats du monde 1997 à Göteborg :
  -  Médaille d'argent du relais 4 × 100 m nage libre
  -  Médaille d'argent du relais 4 × 200 m nage libre

### Championnats d'Europe
- Championnats d'Europe 1985 à Sofia :
  -  Médaille d'argent du relais 4 × 200 m nage libre
- Championnats d'Europe 1987 à Strasbourg :
  -  Médaille d'or du 200 m nage libre
  -  Médaille de bronze du relais 4 × 200 m nage libre
- Championnats d'Europe 1989 à Bonn :
  -  Médaille de bronze du 200 m nage libre
  -  Médaille de bronze du relais 4 × 100 m nage libre
- Championnats d'Europe 1991 à Athènes :
  -  Médaille de bronze du relais 4 × 100 m nage libre
- Championnats d'Europe 1993 à Sheffield :
  -  Médaille d'argent du relais 4 × 100 m nage libre
  -  Médaille de bronze du 200 m nage libre
  -  Médaille de bronze du 400 m nage libre
- Championnats d'Europe 1995 à Vienne :
  -  Médaille d'argent du 200 m nage libre
  -  Médaille d'argent du relais 4 × 200 m nage libre
  -  Médaille de bronze du 400 m nage libre
  -  Médaille de bronze du relais 4 × 100 m nage libre